# سدریک اوتارا
سدریک اوتارا (انگلیسی: Cédric Ouattara؛ زادهٔ ۱۵ نوامبر ۱۹۸۳) بازیکن فوتبال اهل فرانسه است.
از باشگاه‌هایی که در آن بازی کرده‌است می‌توان به باشگاه فوتبال لوریان اشاره کرد.